# Йокинен, Вяйно
Вяйно Эфраим Йокинен (фин. Väinö Jokinen; 31 марта 1879, Суониеми, Великое княжество Финляндское — 31 августа 1920, Петроград, РСФСР) — финский коммунист, член парламента Финляндии, секретарь Совета народных уполномоченных Финляндии, член ЦК Коммунистической партии Финляндии, журналист.

## Биография
Родился в семье судебного пристава Эфраима Йокинена и его жены Фанни Вильгельмины Тамландер. В 1899 году окончил среднюю школу. В 1904—1905 годах работал в Тавастехусе репортёром в журналах, в 1906—1908 годах в журнале Kansan Lehti в Таммерфорсе и в журнале Työmies в Гельсингфорсе, в 1908—1912 годах — в журнале Hämeen Voima в Тавастехусе, в 1912—1917 годах — главным редактором журнала Sosialisti в городе Або.
В 1909—1914 годах и в 1917 году избирался депутатом парламента от Социал-демократической партии от избирательного округа Хяме. В 1917 году занимал пост II заместителя спикера парламента.
В 1917 году стал секретарём Финского рабочего союза, в годы Гражданской войны в Финляндии занимал пост секретаря Верховного совета рабочих Финляндии и Совета народных уполномоченных Финляндии.
После поражения красных в Гражданской войне уехал в Советскую Россию, в 1918 году работал в пермском Совете, редактировал журнал Kumous, был репортёром ряда финских коммунистических изданий, выполнял переводы на финский язык.
Занимал посты члена ЦК Коммунистической партии Финляндии, председателя финской секции РКП(б).
Застрелен 31 августа 1920 года во время вооружённого нападения на Клуб Куусинена. Похоронен на Марсовом поле в Петрограде.

## Семья
- Жена — Алме Йокинен, также бывшая депутатом от социал-демократов[1].